# Tri-Mountain State Park
Tri-Mountain State Park ist ein abgelegener State Park im US-Bundesstaat Connecticut auf dem Gebiet der Gemeinden Wallingford und Durham.

## Geographie
Der Park umfasst Teile des Fowler Mountain und des Trimountain. Die beiden Hügel steigen jeweils bis auf 250 m (750 ft) über dem Meer an. Sie sind Teil der Metacomet Ridge. Der Park ist aber nur über den Mattabesett Trail zugänglich und wird nach Westen durch einen schmalen Landstreifen vom Schutzgebiet des William J Ulbrich Reservoir getrennt. Im Süden trennt die Howd Road das Gebiet zum Pistapaug Pond hin ab. Die Gewässer im Park fließen im Allgemeinen nach Süden, so zum Beispiel der Sawmill Brook und der Parmalee Brook.

## Freizeitaktivitäten
Der Park bietet Möglichkeiten zum Wandern und Jagen.